# Wojna domowa w Bizancjum (1321–1328)
Wojna domowa w Bizancjum (1321–1328) – konflikt pomiędzy cesarzem Andronikiem II Starszym (1282-1328) a jego wnukiem Andronikiem III Młodszym (1328-1341).

## Pierwszy konflikt w 1321 roku
We wrześniu 1320 został zamordowany Manuel Paleolog w Konstantynopolu przez siepaczy nasłanych przez swojego brata Andronika III Paleologa, który pomylił go z rywalem swojej kochanki. Śmierć jednego z wnuków Andronika II (1282-1328) przyspieszyła śmierć Michała IX Paleologa (1294-1320), który zmarł 12 października 1320 w Tesalonice. Stary cesarz głęboko wstrząśnięty i rozgoryczony postanowił pozbawić swojego wnuka praw do tronu. Odsunął też od spraw państwowych jego matkę - Ritę Armeńską. Andronik II miał prawie 50 lat, odmawiał okazywania respektu Andronikowi III, liczącemu wtedy 23 lata. Stary cesarz był intelektualistą niż politykiem. Nie akceptował możliwości powrotu do łask Andronika III. Był nawet gotów wysunąć do tronu nieślubnego wnuka, co dawało pretekst do wojny domowej. Andronik III Paleolog miał jednak licznych stronników, rekrutujących się głównie spośród młodych arystokratów: Syrgianes Paleolog, Jan Kantakuzen, Teodor Synadenos i Aleksy Apokauk. Arystokraci mieli zamiar wesprzeć bunt przeciwko resztom władzy centralnej jaką dysponował jeszcze Konstantynopol. Za pieniądze Syrgianes i Kantakuzen otrzymali stanowiska w administracji w Tracji. Wykorzystali je do organizowania oporu przeciw Andronikowi II. Na Wielkanoc 1321 Andronik III opuścił stolicę i stanął na czele armii, zebranej przez jego przyjaciół w Adrianopolu. Armia buntowników pod dowództwem Syrgianesa Paleologa ruszyła na stolice. Andronik II w obawie przed powstaniem w stolicy, pośpiesznie zawarł z wnukiem pokój. Andronik III otrzymał Trację i niektóre okręgi Macedonii, które przydzielił swoim stronnikom.

## Drugi konflikt w 1322 roku
Rywalizacja między Syrgianesem a Janem Kantakuzenem doprowadziła do nieporozumień w obozie młodego Andronika II. Kiedy młody cesarz stanął po stronie swojego przyjaciela, Kantakuzena, wtedy Syrgianes, właściwy reżyser całej rewolty, przeszedł w 1322 roku do obozu Andronika II. Zaofiarował mu swoje usługi i objął dowództwo w walce przeciwko Andronikowi III. Po raz drugi doszło do porozumienia Andronika II ze swoim wnukiem Andronikiem III. Stary cesarz ogłosił swojego wnuka współrządcą i następcą tronu. Aktu koronacji dokonano 2 lutego 1325 roku.

## Wojna domowa z lat 1327-1328
W roku 1327 doszło do wznowienia konfliktu. Sprzeczności istniejące między Serbią i Bułgarią zbiegły się z rywalizacją, która dzieliła obu cesarzy bizantyńskich. Andronika III poparł car bułgarski Michał III Szyszman. Car Bułgarii rozwiódł się ze swoją żoną, siostrą krok serbskiego i poślubił Teodorę, siostrę Andronika Młodszego. Andronik II uzyskał zaś pomoc króla serbskiego Stefana Deczańskiego. Za udzieloną pomoc król Serbii został wynagrodzony przez Andronika Starszego twierdzą Prosek nad Wardarem w Macedonii. Wojnę domową pomiędzy dwoma Andronikami wykorzystał cezar Jan Paleolog, bratanek cesarza Andronika II Paleologa. W 1326 odłączył Tesalonikę od Bizancjum i ogłosił jej niepodległość. Uzyskał wsparcie króla Serbii Stefana Urosza III Deczańskiego. Wydał za niego swą córkę Marię. Jego rebelia zakończyła się wraz z jego śmiercią, dała jednak początek kolejnym interwencjom serbskich w sprawy Bizancjum. Andronik III w na przełomie 1327 i 1328 roku odniósł wiele zwycięstw, zajmując m.in. Tesaloniki (styczeń 1327), południową Macedonię, Albanię oraz Epir. Jednocześnie car bułgarski przeszedł na stronę Andronika II, któremu przysłał posiłki złożone z Bułgarów i Tatarów. Andronik III skłonił cara do odwołania posiłków. 24 maja 1328 Andronik III wkroczył do stolicy i bez walki objął władzę. Stary cesarz abdykował pod presją wnuka. Przez jakiś czas Andronik mieszkał w pałacu cesarskim. W 1330 został zmuszony przez stronników Andronika III cesarza do przywdziania habitu. Andronik II zmarł 13 lutego 1332 jako mnich Antoni.

## Skutki
Trzy etapy wojny domowej pomiędzy Andronikiem II Starszym a Andronikiem III Młodszym doprowadziły do wzmocnienia sąsiadów Bizancjum. W Azji Mniejszej Turcy rozszerzali swoje podboje. 6 kwietnia 1326 zdobyli Brusę. Sułtan Orchan przeniósł swoją stolicę do zdobytego miasta. Z drugiej strony postępowała ekspansja serbska na Macedonię. Z kolei działania wojenne podczas wojny domowej, ciągłe przemarsze oddziałów utrudniały należytą uprawę ziemi (zwłaszcza w Tracji) także paraliżowały całą gospodarkę państwa. Poważnie podważony został również autorytet rządu centralnego. Zwycięscy Andronik III i Jan Kantakuzen, obarczeni ciężarem zobowiązań, powrócili do starej polityki wewnętrznej. Wartość monety złotej znowu spadła, a kryzys finansowy jeszcze się pogłębił.